# De hvide kryds
De hvide kryds er en dansk propagandafilm fra 1948 instrueret af Erik Fiehn efter manuskript af ham selv og Klara Marie Jacobsen.

## Handling
En humoristisk færdselsfilm, hvor trafikkens syndere bliver mærket med store hvide kryds. Statistikken i skikkelse af en mystisk mand krydser de almindeligste færdselsforseelser af ved at udpege de pågældende fodgængere, cyklister eller bilister.